# Seretium
Seretium (Σερέτιον) fou una ciutat fortificada de Dalmàcia que va ser ocupada juntament amb Rhaetimus per Germànic en la campanya de l'any 7. És esmentada per Dió Cassi.